# Ratusz (Podzamcze)

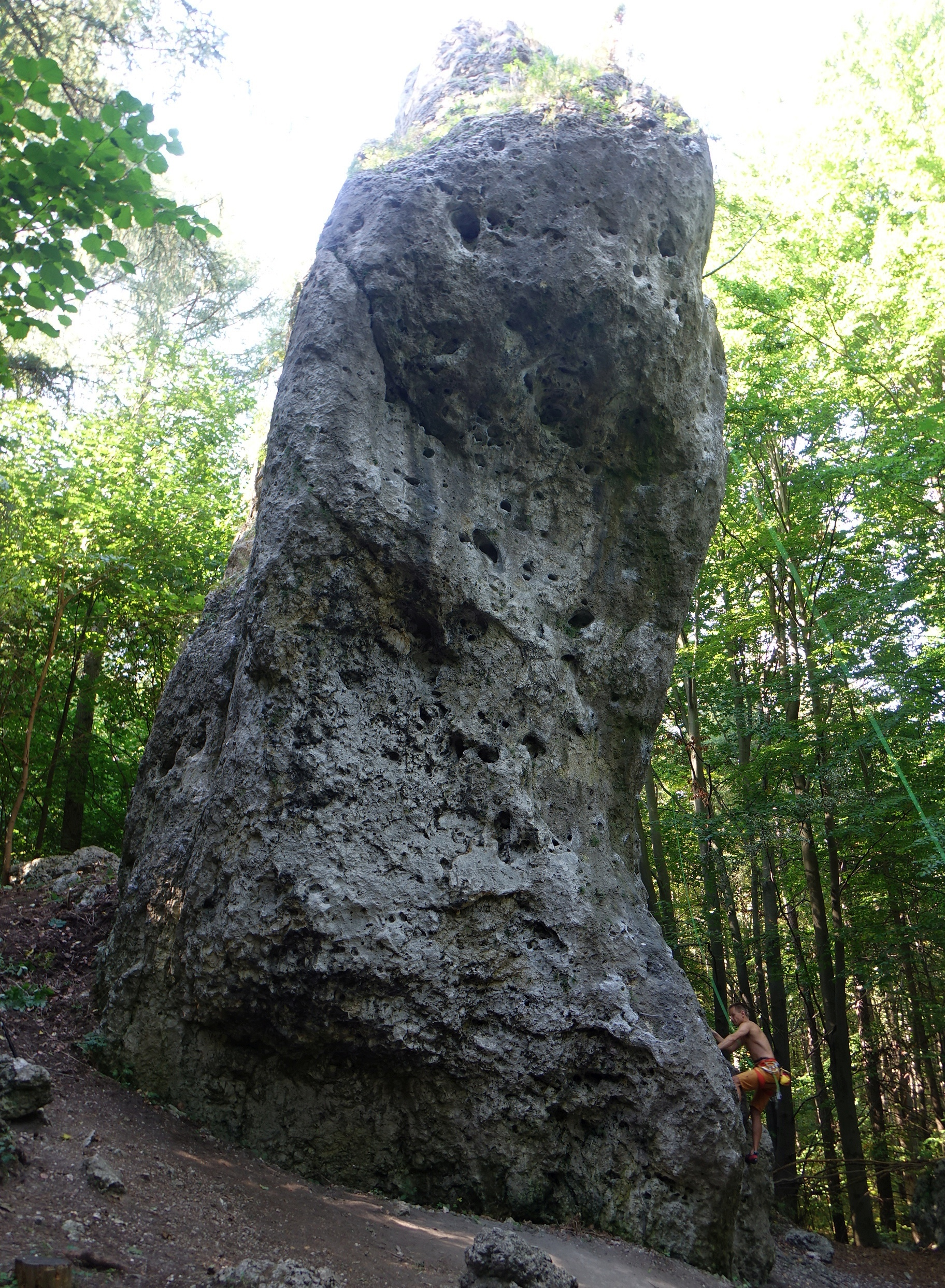

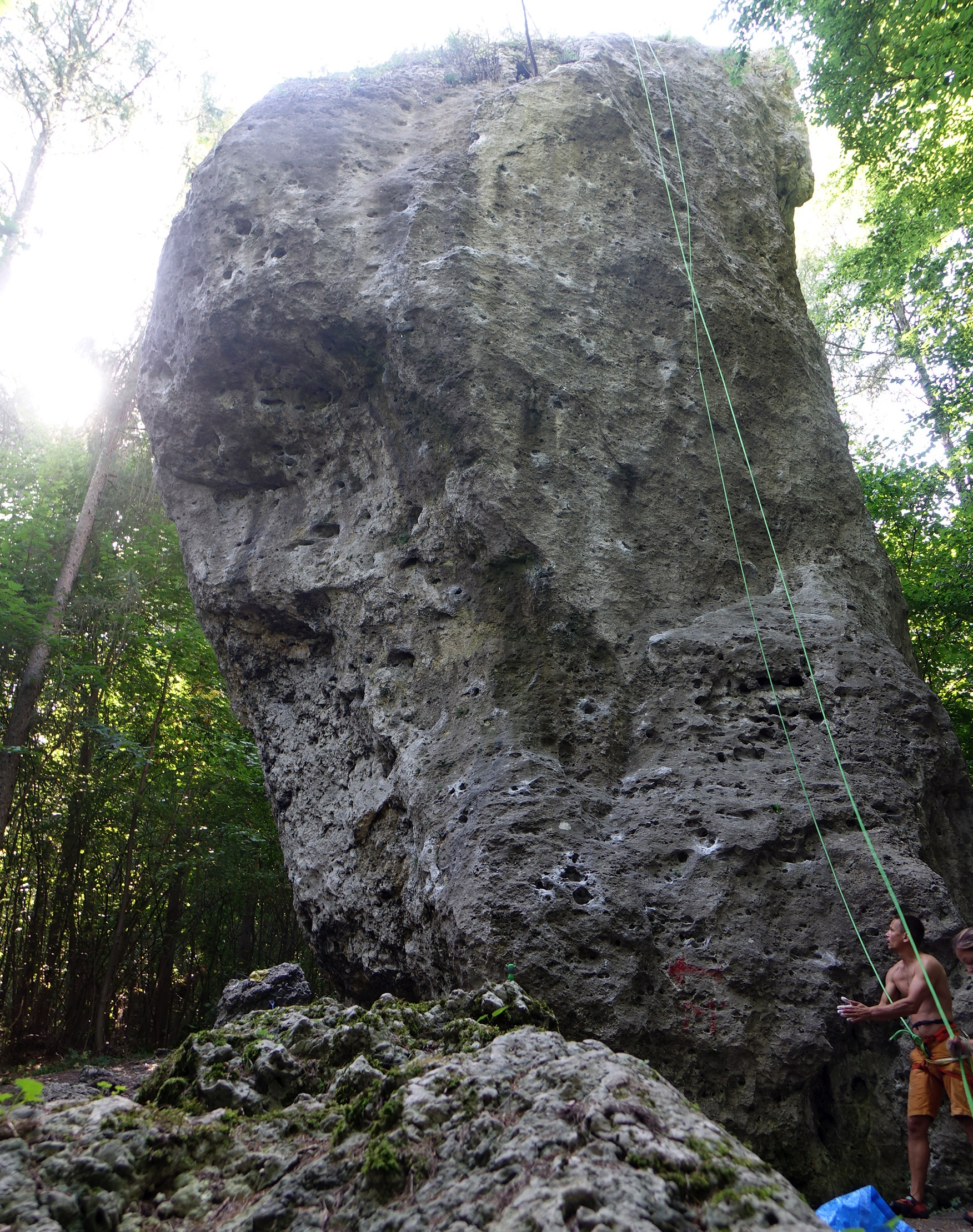

Ratusz – skała w miejscowości Podzamcze w województwie śląskim, w powiecie zawierciańskim, w gminie Ogrodzieniec. Znajduje się w lesie, w odległości około 140 m na południowy wschód od wschodnich murów obronnych Zamku Ogrodzieniec. Są to tereny Wyżyny Częstochowskiej wchodzącej w skład Wyżyny Krakowsko-Częstochowskiej.

## Drogi wspinaczkowe
Na Ratuszu uprawiana jest wspinaczka skalna. Wspinacze zaliczają go do Rejonu Cim na Podzamczu. Zbudowany jest z twardych wapieni skalistych, ma ściany pionowe lub przewieszone i wysokość 18 m. Jest 14 dróg wspinaczkowych o trudności od V do VI.4+ w skali Kurtyki. Na większości z nich zamontowano stałe punkty asekuracyjne: ringi (r) i stanowiska zjazdowe (st), na 3 drogach wspinaczka tradycyjna (trad). Brak łatwego wejścia na skałę; najłatwiejsza Droga wejściowa to V.
1. Nieżyt; VI.4+, 4 r +st (kruszyzna)
2. Hiszpański karawan; VI.4+, 5r +st
3. Sernik wiedeński; VI.4, 6r + st
4. Balanga Wolfganga; VI.4, 7r + st
5. Niebezpieczne związki; VI.3, 7r + st
6. Filar Ratusza; VI.2, 7r + st
7. Ofiary celibatu; VI.1+, 7r + st
8. Wejściowa na Ratusz; V, trad
9. Ścianka na Ratuszu; VI-, trad
10. Rysy na Ratuszu; V, trad (2 warianty)
11. Solidarność jajników; VI+, 7r +st
12. Żule ninja; VI.2+, 7r +st
13. Małe modrzewiowe igły; VI.1+, 8r +st
14. Ani Gniady nie da rady; VI.3+, 5r +st[4].

Ratusz cieszy się dużą popularnością wśród wspinaczy skalnych. Od Zamku Ogrodzieniec prowadzi do niego ścieżka wydeptana przez wspinaczy. Tuż po wschodniej stronie Ratusza znajduje się skała Obeliski, na której również uprawiana jest wspinaczka skalna.